# Wiet Van Broeckhoven
Wiet Van Broeckhoven (Mortsel, 19 september 1949 - Edegem, 4 januari 2019) was een Belgisch Nederlandstalig radiopresentator.

## Levensloop
Van Broeckhoven verwierf bekendheid als radiostem op BRT 2 - Omroep Antwerpen met onder meer de programma's Njam Njam en Hitbox. Aldaar werd hij ooit geschorst voor het afspelen van een antiklerikaal nummer van Robert Long. Zijn presentatiestijl werd gekenmerkt door zijn met humor doorspekte bindteksten. Deze werden later gebundeld in drie boeken, met name De Negende van Beethoven was een jongen (Lannoo, 1990), Leeuwentemmer zoekt getemde leeuw (Lannoo 1991) en Kannibaal bestelt ober (Lannoo, 1995). Ook was hij bij de VRT - met onder meer Michel Follet en Erik Strieleman - in 1993 betrokken bij de oprichtingen van Radio Donna. Aldaar presenteerde hij tot maart 1997 het programma Nogal Wietes. In februari 1999 maakte hij de overstap naar Radio Magdalena.
Daarnaast was hij actief als radiojournalist, zette hij samen met Jan Van Rompaey zijn schouders onder de eerste grote Vlaamse fietspadenactie en werkte hij in 1979 mee aan de Europese campagne van Leo Tindemans.
Van Broeckhoven overleed op 69-jarige leeftijd na een aanslepende ziekte. Hij had een vorm van Alzheimer.